# Ешленд-Сіті (Теннессі)
Ешленд-Сіті (англ. Ashland City) — місто (англ. town) в США, в окрузі Чітем штату Теннессі. Населення — 5193 особи (2020).

## Географія
Ешленд-Сіті розташований за координатами 36°15′22″ пн. ш. 87°1′57″ зх. д. / 36.25611° пн. ш. 87.03250° зх. д. (36.256082, -87.032579).  За даними Бюро перепису населення США в 2010 році місто мало площу 28,11 км², з яких 26,15 км² — суходіл та 1,95 км² — водойми. В 2017 році площа становила 29,57 км², з яких 27,63 км² — суходіл та 1,93 км² — водойми.

## Демографія
Згідно з переписом 2010 року, у місті мешкала 4541 особа в 1784 домогосподарствах у складі 1097 родин. Густота населення становила 162 особи/км².  Було 2082 помешкання (74/км²).
Расовий склад населення:
| - 90,3 % — білих - 3,5 % — чорних або афроамериканців - 0,7 % — азіатів - 0,4 % — корінних американців - 2,9 % — осіб інших рас |

До двох чи більше рас належало 2,2 %. Частка іспаномовних становила 5,2 % від усіх жителів.
За віковим діапазоном населення розподілялося таким чином: 23,4 % — особи молодші 18 років, 64,8 % — особи у віці 18—64 років, 11,8 % — особи у віці 65 років та старші. Медіана віку мешканця становила 36,1 року. На 100 осіб жіночої статі у місті припадало 94,6 чоловіків;  на 100 жінок у віці від 18 років та старших — 92,0 чоловіків також старших 18 років.
Середній дохід на одне домашнє господарство  становив 50 680 доларів США (медіана — 39 777), а середній дохід на одну сім'ю — 61 610 доларів (медіана — 61 181). Медіана доходів становила 40 025 доларів для чоловіків та 38 556 доларів для жінок. За межею бідності перебувало 19,1 % осіб, у тому числі 18,8 % дітей у віці до 18 років та 21,5 % осіб у віці 65 років та старших.
Цивільне працевлаштоване населення становило 2003 особи. Основні галузі зайнятості: освіта, охорона здоров'я та соціальна допомога — 22,2 %, виробництво — 12,2 %, фінанси, страхування та нерухомість — 11,6 %.